# 1595 год
1595 (ты́сяча пятьсо́т девяно́сто пя́тый) год  по григорианскому календарю — невисокосный год, начинающийся в воскресенье. Это 1595 год нашей эры, 5‑й год 10‑го десятилетия XVI века 2‑го тысячелетия, 6‑й год 1590‑х годов. Он закончился 430 лет назад.
| Пн | Вт | Ср | Чт | Пт | Сб | Вс |
|    |    |    |    |    |    | 1  |
| 2  | 3  | 4  | 5  | 6  | 7  | 8  |
| 9  | 10 | 11 | 12 | 13 | 14 | 15 |
| 16 | 17 | 18 | 19 | 20 | 21 | 22 |
| 23 | 24 | 25 | 26 | 27 | 28 | 29 |
| 30 | 31 |    |    |    |    |    |

| Пн | Вт | Ср | Чт | Пт | Сб | Вс |
|    |    | 1  | 2  | 3  | 4  | 5  |
| 6  | 7  | 8  | 9  | 10 | 11 | 12 |
| 13 | 14 | 15 | 16 | 17 | 18 | 19 |
| 20 | 21 | 22 | 23 | 24 | 25 | 26 |
| 27 | 28 |    |    |    |    |    |

| Пн | Вт | Ср | Чт | Пт | Сб | Вс |
|    |    | 1  | 2  | 3  | 4  | 5  |
| 6  | 7  | 8  | 9  | 10 | 11 | 12 |
| 13 | 14 | 15 | 16 | 17 | 18 | 19 |
| 20 | 21 | 22 | 23 | 24 | 25 | 26 |
| 27 | 28 | 29 | 30 | 31 |    |    |

| Пн | Вт | Ср | Чт | Пт | Сб | Вс |
|    |    |    |    |    | 1  | 2  |
| 3  | 4  | 5  | 6  | 7  | 8  | 9  |
| 10 | 11 | 12 | 13 | 14 | 15 | 16 |
| 17 | 18 | 19 | 20 | 21 | 22 | 23 |
| 24 | 25 | 26 | 27 | 28 | 29 | 30 |

| Пн | Вт | Ср | Чт | Пт | Сб | Вс |
| 1  | 2  | 3  | 4  | 5  | 6  | 7  |
| 8  | 9  | 10 | 11 | 12 | 13 | 14 |
| 15 | 16 | 17 | 18 | 19 | 20 | 21 |
| 22 | 23 | 24 | 25 | 26 | 27 | 28 |
| 29 | 30 | 31 |    |    |    |    |

| Пн | Вт | Ср | Чт | Пт | Сб | Вс |
|    |    |    | 1  | 2  | 3  | 4  |
| 5  | 6  | 7  | 8  | 9  | 10 | 11 |
| 12 | 13 | 14 | 15 | 16 | 17 | 18 |
| 19 | 20 | 21 | 22 | 23 | 24 | 25 |
| 26 | 27 | 28 | 29 | 30 |    |    |

| Пн | Вт | Ср | Чт | Пт | Сб | Вс |
|    |    |    |    |    | 1  | 2  |
| 3  | 4  | 5  | 6  | 7  | 8  | 9  |
| 10 | 11 | 12 | 13 | 14 | 15 | 16 |
| 17 | 18 | 19 | 20 | 21 | 22 | 23 |
| 24 | 25 | 26 | 27 | 28 | 29 | 30 |
| 31 |    |    |    |    |    |    |

| Пн | Вт | Ср | Чт | Пт | Сб | Вс |
|    | 1  | 2  | 3  | 4  | 5  | 6  |
| 7  | 8  | 9  | 10 | 11 | 12 | 13 |
| 14 | 15 | 16 | 17 | 18 | 19 | 20 |
| 21 | 22 | 23 | 24 | 25 | 26 | 27 |
| 28 | 29 | 30 | 31 |    |    |    |

| Пн | Вт | Ср | Чт | Пт | Сб | Вс |
|    |    |    |    | 1  | 2  | 3  |
| 4  | 5  | 6  | 7  | 8  | 9  | 10 |
| 11 | 12 | 13 | 14 | 15 | 16 | 17 |
| 18 | 19 | 20 | 21 | 22 | 23 | 24 |
| 25 | 26 | 27 | 28 | 29 | 30 |    |

| Пн | Вт | Ср | Чт | Пт | Сб | Вс |
|    |    |    |    |    |    | 1  |
| 2  | 3  | 4  | 5  | 6  | 7  | 8  |
| 9  | 10 | 11 | 12 | 13 | 14 | 15 |
| 16 | 17 | 18 | 19 | 20 | 21 | 22 |
| 23 | 24 | 25 | 26 | 27 | 28 | 29 |
| 30 | 31 |    |    |    |    |    |

| Пн | Вт | Ср | Чт | Пт | Сб | Вс |
|    |    | 1  | 2  | 3  | 4  | 5  |
| 6  | 7  | 8  | 9  | 10 | 11 | 12 |
| 13 | 14 | 15 | 16 | 17 | 18 | 19 |
| 20 | 21 | 22 | 23 | 24 | 25 | 26 |
| 27 | 28 | 29 | 30 |    |    |    |

| Пн | Вт | Ср | Чт | Пт | Сб | Вс |
|    |    |    |    | 1  | 2  | 3  |
| 4  | 5  | 6  | 7  | 8  | 9  | 10 |
| 11 | 12 | 13 | 14 | 15 | 16 | 17 |
| 18 | 19 | 20 | 21 | 22 | 23 | 24 |
| 25 | 26 | 27 | 28 | 29 | 30 | 31 |

## События
- 1507—1622 — Португало-персидская война. Ряд вооружённых конфликтов между колониалистской Португалией и вассальным Ормузом, с одной стороны, и Сефевидской империей, поддерживаемой англичанами, с другой[1].
- 1511—1641 — Малайско-португальская война. Вооружённый конфликт XVI-XVII веков, в котором Малаккский султанат при поддержке империи Мин, Голландской Ост-Индской компании (с 1607) и Джохора безуспешно сопротивлялся Португальской империи, стремившейся захватить Малакку и установить контроль над торговлей между Индией и Китаем[2].
- 1566—1609 — первый этап Нидерландской буржуазной революции (Восьмидесятилетняя война). Религиозно-идеологическая, политическая и социально-экономическая борьба Семнадцати провинций за независимость от испанского владычества[3].
  - 14—24 июля — осада Грунло (см. 1597 и 1606 года)[4].
- 1585—1604 — Англо-испанская война.
  - 1593—1603 — Девятилетняя война. Вооружённый конфликт между вождями ирландских кланов и английскими оккупационными войсками в Ирландии[5].
  - Октябрь — битва при Лас-Пальмасе[6].
- 1585—1598 — Восьмая гугенотская война[7].
  - 20—26 июня — осада Ле-Катле. После короткой осады испанские войска под командованием нового генерал-губернатора Испанских Нидерландов дона Педро Энрикеса де Асеведо, граф Фуэнтеса взяли французскую крепость, заставив её гарнизон сдаться[8].
  - 31 июля — осада Дуллана. После десяти дней осады, 24 июля, объединённые силы виконта де Тюренна, Франсуа III д’Орлеан-Лонгвиля и Андре де Бранкаса попытались деблокировать город, но были разбиты испанскими сил во главе с графом Фуэнтесом и доном Карлосом Колома. Бранкас был взят в плен и казнен, а виконт Тюренн бежал в Амьен с остальной частью французской армии. Испанские войска штурмом взяли Дуллан. Испанцы убили всех в городе, военных и гражданских лиц, с криками «Помните Ам» в качестве мести за резню испанского гарнизона города Ам французскими и протестантскими солдатами по приказу Тюренна[8].
- 1585—1604 — Англо-испанская война[9].
  - 5 июня — битва при Фонтен-Франсез[10].
- 1592—1598 — Японо-корейская война (Имдинская война)[11].
- 1593—1595 — Молдавская война магнатов, когда магнаты из Речи Посполитой вмешивались в дела Молдавии, соперничая с Габсбургами и Османской империей за господство над княжеством (известны как Могиляды)[12].
- 1593—1597 — Камбоджийско-испанская война[13].
- 1593—1604 — Долгая война[14]:
  - 23 августа — битва при Кэлугэрени[15].
  - 16 октября — Михай с небольшими силами разбил при Тырговиште большую турецкую армию. Валахия освобождена от турецких войск. Турки заключили с Михаем мир, признав его валашским господарем.
  - Гайдуцкий отряд во главе с Бабой Новаком напал на Софию.
- 1594—1596 — две экспедиции голландца Виллема Баренца (ок. 1550—1597) в поисках Северо-Восточного прохода.
- 1595—1596 — королевские войска подавили восстания «кроканов».
- 1595—1597 — голод и засуха по всей Индии.
- 1595—1598 — началась Франко-испанская война[16].
- 1595—1603 — началось Восстание Кара-Языджи и Дели-Хасана. Крестьянское антифеодальное восстание в Османской империи[17].
- Лето — серьёзные волнения подмастерьев и городской бедноты в Лондоне.
- 19—20 октября — Цецорская битва. Сражение во время экспедиции гетмана Замойского в Молдавию[12].
- Крестьянское восстание в Верхней Австрии. Лето — Восстание охватило всю Верхнюю Австрию. Восставшие разгромили отряд феодалов. Феодалы добились перемирия.
- Декрет Михая о закреплении крепостничества.
- Обмен посольствами между Бухарой и Индией.
- Экспедиция А. Менданья де Нейра. Открыты четыре острова в группе Маркизских островов, острова Санта-Крус. Присоединение Маркизских островов к Испании.

### Речь Посполитая
- 1594—1596 — восстание под руководством Наливайко против Речи Посполитой охватившей большие территории Западной Руси[18].
  - Отряды Наливайко действовали на Волыни, потом в Белоруссии, где взяли Слуцк. Около Слуцка они разбили отряд феодалов. Конец ноября — взятие штурмом Могилева.
- Разрыв стокгольмских властей во главе с герцогом Карлом Зюдерманландским с Сигизмундом III. Финляндия поддержала Сигизмунда.
- Я. Замойский организовал военный поход в Молдавское княжество[19].

## Русское государство
Царствование: 1584—1598 — Фёдор Иванович
- 1590—1595 — окончание Русско-шведской войны[18].
  - 18 мая (28) — Заключён Тявзинский мирный договор, ознаменовавший окончание русско-шведской войны. По условиям мира Швеция вернула Русскому Царству земли, утраченные в Ливонскую войну. К России отошли Ивангород, Копорье, Ям, Корела[18].
- Февраль—ноябрь — русское посольство к императору Священной Римской империи Рудольфу II. В задачу посольства входило побудить Габсбургов к войне против Османской империи[20].
- Фёдор Иванович едет на богомолье в Рождественский Пафнутьев монастырь[21].
- В отсутствие царя в Москве происходит пожар, полностью уничтоживший Китай-город. Огонь был такой силы, что погорели не только деревянные дворы, но и содержимое погребов каменных храмов[21].
  - По возвращении в Москву Фёдор Иванович даёт жителям различные льготы и повелевает за казённый счёт ставить сгоревшие каменные лавки[21].
- 18 мая — по поручению царя русская делегация во главе с Иваном Самсоновичем Турениным и Евстафием Михайловичем Пушкиным подписывают мирный договор между Россией и Швецией в местечке Тявзии с главой шведской делегации Степаном Банерой. Тявзинский «вечный мир» предполагал бессрочное действие и заменял Ореховецкий мирный договор от 12 августа 1323 года, подписанный ещё Юрием Даниловичем. В соответствии договора Россия получала обратно свои земли в Карелии и на побережье Финского залива. Многие статьи касались развития торговли[21].
- Октябрь — Фёдор Иванович принимает в Москве де-Мушерона, французского купца и дипломата при дворе короля Генриха IV[21].
- Воротынск (Новый Воротынск) подвергся нападению ногайцев[22].
- Состоялся поход русских войск из Тары на барабитских татар разорявших окрестные волости[23].
- По указу царя Фёдора Ивановича учреждено бухарское купечество в Сибири[23].
- Бунт вогуличей и остяков в Берёзовском уезде[23].
- Русское посольство Степанова к Тевеккелю. Март — Степанову дана жалованная грамота о принятии казахов в подданство России.
- На службу Государю выехали родоначальники дворянских родов: Цуриковы, Обресковы и Алеевы[24].

### Города и поселения
- По царскому указу в Туле образована Кузнецкая (Оружейная) слобода из мастеров "самопальщиков"[25].
- Под руководством воеводы города Бёрёзов Н.В. Траханиотова возведён Обдорский острог (сов. г. Салехард) (см. 1499 и 1593 года)[26].
- 1595—1598 — на восточной стороне Красной площади начинают возводиться комплекс торговых рядов, включавших Верхние (выходившие на площадь между Ильинкой и Никольской ул.), Средние (между Ильинкой и Варваркой) и Нижние (ближе к р. Москва). Для защиты Московского кремля на Красной площади устроены пушечные "раскаты" — площадки для установки орудий (у Лобного места стояла Царь-пушка)[27].
- Тобольск выходит самым крупным центром торговли в Сибири (в том числе и с Бухарским ханством)[28].
- В построенный в 1594 году г. Тара, прибывает первый торговый караван из Бухары[29].
- Игумен Трифон Вятский на землях пожалованных царём основал Успенский Вятский монастырь (сов. г. Вятские Поляны). Освящён в 1599 году[30]

### Акты и грамоты
- 9 апреля — роспись Кромским сторожам[31].

### Руководители приказов
| Года      | Приказ            | Ф,И,О главы                 | Примечания |
| --------- | ----------------- | --------------------------- | ---------- |
| 1594-1601 | Посольский приказ | Щелкалов Василий Яковлевич  |            |
| 1584-1597 | Большого дворца   | Годунов Григорий Васильевич | Боярин     |
|           |                   |                             |            |

## Правление
Список глав государств в 1595 году

## Родились

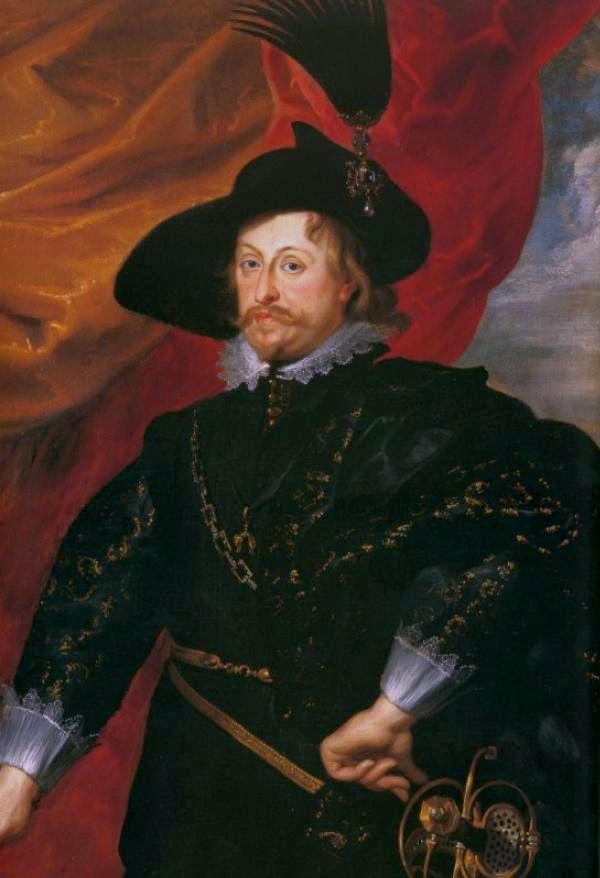
Изображение польского короля Владислава IV

См. также: Категория:Родившиеся в 1595 году
- 24 февраля — Сарбевий, литовско-польский латиноязычный поэт (ум. 1640).
- 9 июня — Владислав IV, Король польский и великий князь литовский с 1633 по 1648 год, титулярный великий князь московский с 1610 до 1634 года, старший сын Сигизмунда III.
- 4 декабря — Жан Шаплен, французский писатель, теоретик литературы, один из организаторов и первых членов Французской академии (ум. 1674).
- Антонио Мария Аббатини — итальянский композитор.
- Георг Вильгельм — курфюрст бранденбургский и герцог Пруссии с 1619 года из династии Гогенцоллернов, сын курфюрста Иоганна Сигизмунда.
- Гуру Хар Гобинд — Шестой Гуру Сикхов.
- Жан Демаре — французский поэт и драматург.
- Альбер Жирар — французский математик, живший и работавший в Нидерландах.
- Василий Лупу — господарь Молдавского княжества с апреля 1634 года по 13 апреля 1653 года и с 8 мая по 16 июля 1653 года.
- Людовико Людовичи — итальянский кардинал, коллекционер предметов искусства.
- Карло Медичи — флорентийский кардинал из рода Медичи.
- Монморанси, Генрих II де — внук коннетабля Анна де Монморанси, сын коннетабля Анри де Монморанси, последний представитель знаменитого рода Монморанси из Шантийи.
- Радзивилл, Альбрехт Станислав — государственный и военный деятель Речи Посполитой, канцлер великий литовский, князь.
- Томас Савойский-Кариньянский — принц Кариньяно в 1620—1656 годах, граф Суассона в 1641—1656 годах. Сын Карла Эммануила I герцога Савойского и Каталины Микаэлы Испанской.
- Фельтон, Джон — английский пуританин, убивший по религиозным соображениям в 1628 г. в Портсмуте герцога Бекингема, первого министра правительства короля Карла I.

## Скончались

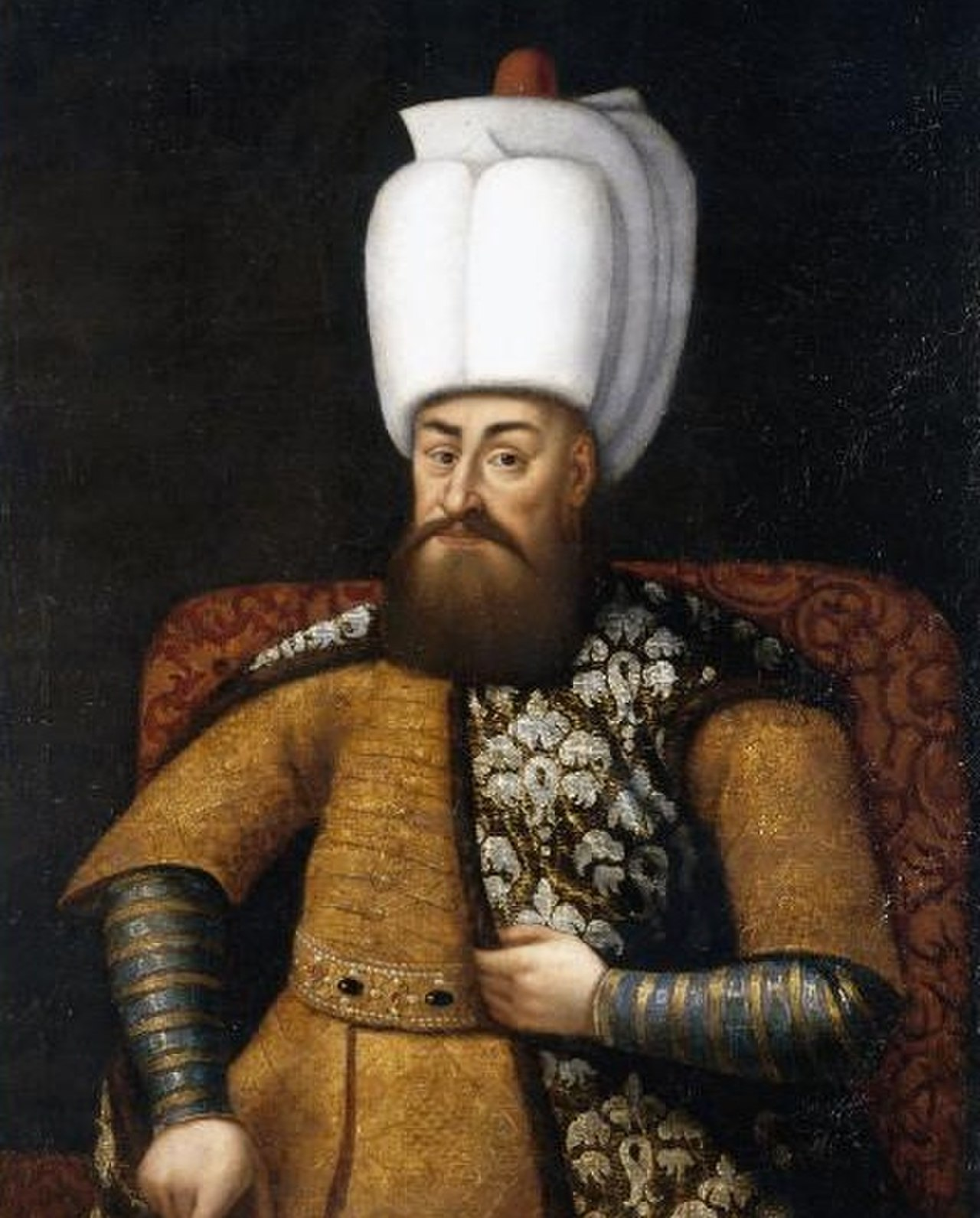
Изображение османского султана Мурада III

См. также: Категория:Умершие в 1595 году
- Маркус Ситтикус Альтемпс — немецкий прелат (кардинал), в 1561-89 гг. занимавший епископскую кафедру в Констанце.
- Антонио из Крату — приор мальтийских рыцарей в Португалии, претендовавший на португальский престол после угасания Ависской династии.
- Филипп Говард — 20-й граф Арундел, святой Римско-Католической Церкви, мученик, пострадавший во время английской Реформации.
- Томас Диггес — выдающийся английский астроном, один из первых сторонников гелиоцентрической системы мира.
- Иеремия II — Константинопольский патриарх с 1572 (с перерывами).
- Иоганн-Фридрих II Средний — герцог саксонский, старший сын Иоганна-Фридриха Великодушного и Сибиллы Клевской.
- Лудовико Гонзага — третий сын 1-го герцога Мантуи, Федерико II Гонзага, и наследницы Монферрата — Маргариты Палеолог. Военный и политический деятель времен религиозных войн во Франции. Предводитель католиков и великий магистр приората Сиона.
- Магнус — принц Швеции, герцог Эстергётланда, сын шведского короля Густава I Васа и Маргареты Эриксдоттер Лейонхувуд.
- Альваро Менданья де Нейра — испанский мореплаватель.
- Мурад III — двенадцатый султан Османской империи, сын султана Селима II и Нурбану, правил с 1574 по 1595 год.
- Филипп Нери — католический святой, основатель конгрегации ораторианцев.
- Роберт Саутвелл — святой Римско-Католической Церкви, английский поэт, священник, иезуит, мученик.
- Стефан VIII Разван — господарь Молдавского княжества с весны по август 1595 года.
- Луис Бараона де Сото — испанский поэт эпохи Возрождения.
- Торквато Тассо — один из крупнейших итальянских поэтов XVI века, автор знаменитой поэмы «Освобождённый Иерусалим» (1575).
- Туано Арбо — французский писатель, священник.
- Фердинанд II — эрцгерцог Австрийский, правитель Передней Австрии и Тироля с 1564 до своей смерти.
- Джон Хокинс — английский моряк, кораблестроитель, адмирал, администратор, коммерсант, работорговец. За отвагу в битве с Непобедимой армадой пожалован в рыцарство (ок. 1588).
- Паскуале Чиконья — 88-й венецианский дож с 1585 по 1595 год.
- Эрнст — эрцгерцог Австрийский, штатгальтер габсбургских Нидерландов.